# Tích Quang
Tích Quang (tiếng Trung: 錫光)(?-?), là quan thái thú của Giao Chỉ vào đầu thế kỷ 1 thời Bắc thuộc lần I. Ông được đánh giá là người trị dân có nhân chính.
Tích Quang là người quận Hán Trung. Ông làm thái thú quận Giao Chỉ từ đời vua Hán Bình Đế nhà Tây Hán, vào quãng năm 2 hay 3. Tích Quang là người chủ trương thi hành chính sách "giáo hóa", truyền bá Hán học cho người trong quận, cho nên dân trong quận có nhiều người kính phục. Không rõ năm sinh, mất, chỉ biết rằng năm 29 đời Hán Quang Vũ Đế ông vẫn còn sai người sang cống cho triều Hán.